# アニェル峠
アニェル峠（仏：col Agnel、伊：Colle dell'Agnello）は、フランスのオート＝アルプ県と、イタリアのクーネオ県との間にある、標高2744mの峠。フランスのアルプス山系の峠としては、イズラン峠（標高2770m）、ステルヴィオ峠（標高2757m）に次いで3番目の高さに位置する。

## 概要
フランス側のシャトー＝ヴィル＝ヴィエイユ起点では、水平距離換算21kmの地点に位置し、その間の平均斜度は6.5％、最大斜度は10％。イタリア側のカステルデルフィーノ起点では、同じく22.4kmの地点に位置し、平均斜度6.5％、最大斜度11％。
自転車ロードレース大会でも、当地を経由した年がある。
ツール・ド・フランス
| 年   | 区間 | カテゴリ | スタート     | ゴール               | 首位通過選手             |
| ---- | ---- | -------- | ------------ | -------------------- | ------------------------ |
| 2008 | 15   | 超級     | アンブリュン | プラート・ネヴォーゾ | エゴイ・マルティネス     |
| 2011 | 18   | 超級     | ピネローロ   | ガリビエ峠           | マクシム・イグリンスキー |

ジロ・デ・イタリア
| 年   | 区間 | カテゴリ   | スタート   | ゴール       | 首位通過選手           |
| ---- | ---- | ---------- | ---------- | ------------ | ---------------------- |
| 2007 | 12   | チマコッピ | スカレンゲ | ブリアンソン | ヨアン・ル・ブランジェ |
| 2016 | 19   | チマコッピ | ピネローロ | リズール     | ミケーレ・スカルポーニ |